# Proteuxoa hypochalchis
Proteuxoa hypochalchis là một loài bướm đêm thuộc họ Noctuidae. Nó được tìm thấy ở New South Wales và Queensland.
Ấu trùng ăn Lobularia maritima.
Con trưởng thành là con mồi của loài nhện Dichrostichus magnificus, loài nhện này tiết ra chất pheromone giống như được tiết từ con cái để thu hút con đực trong phạm vi của một quả cầu dính keo.

## Hình ảnh

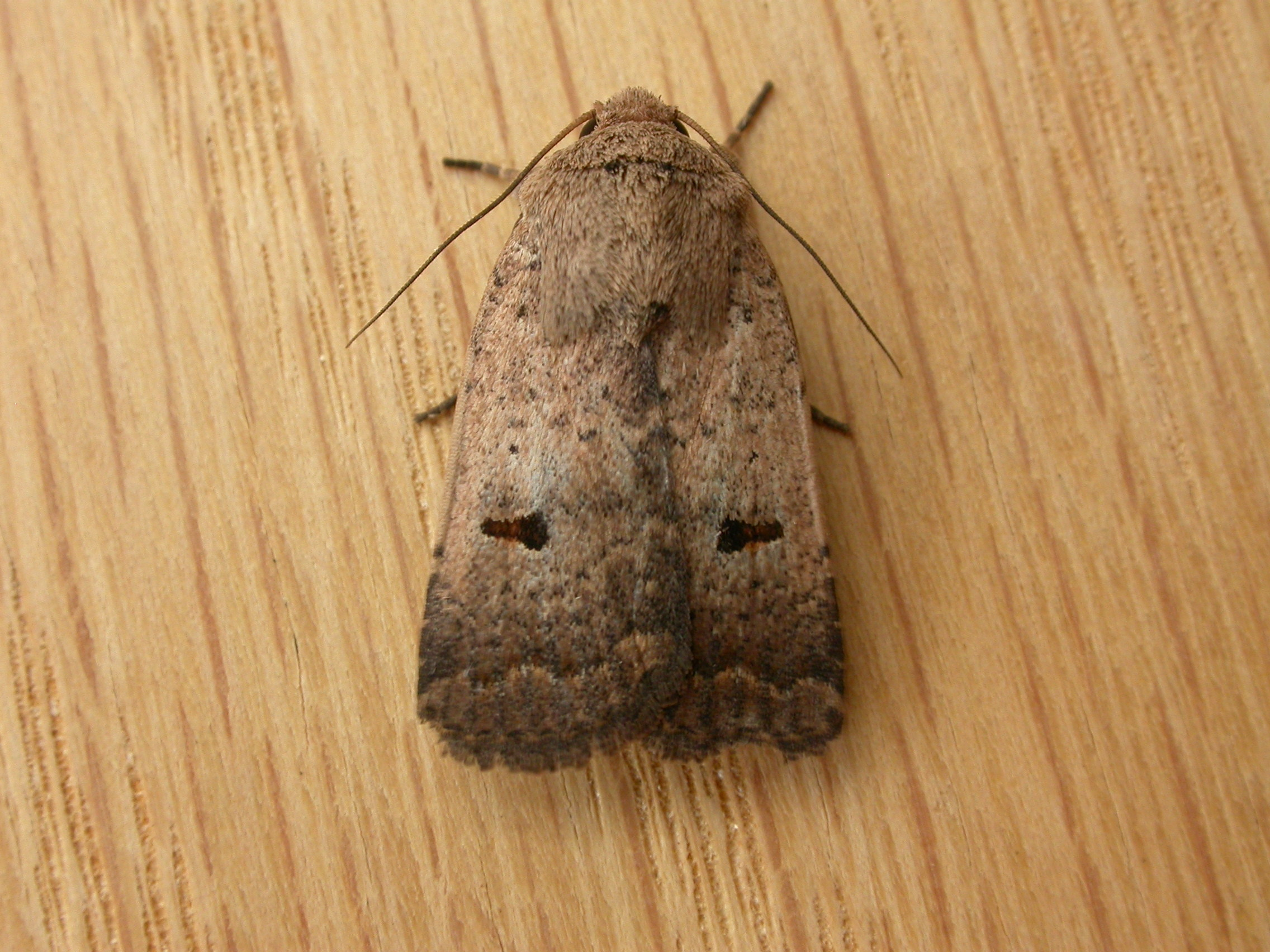
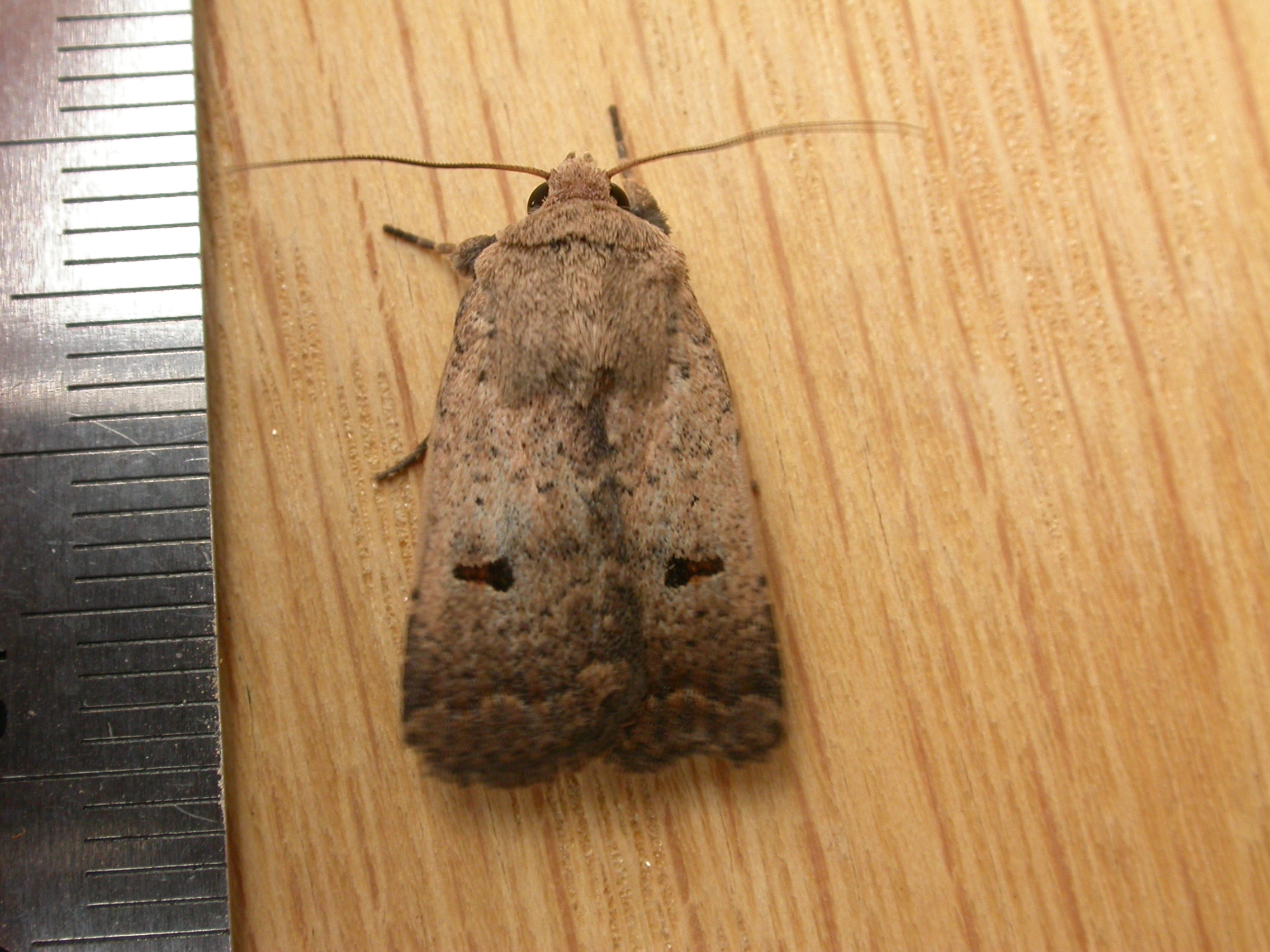
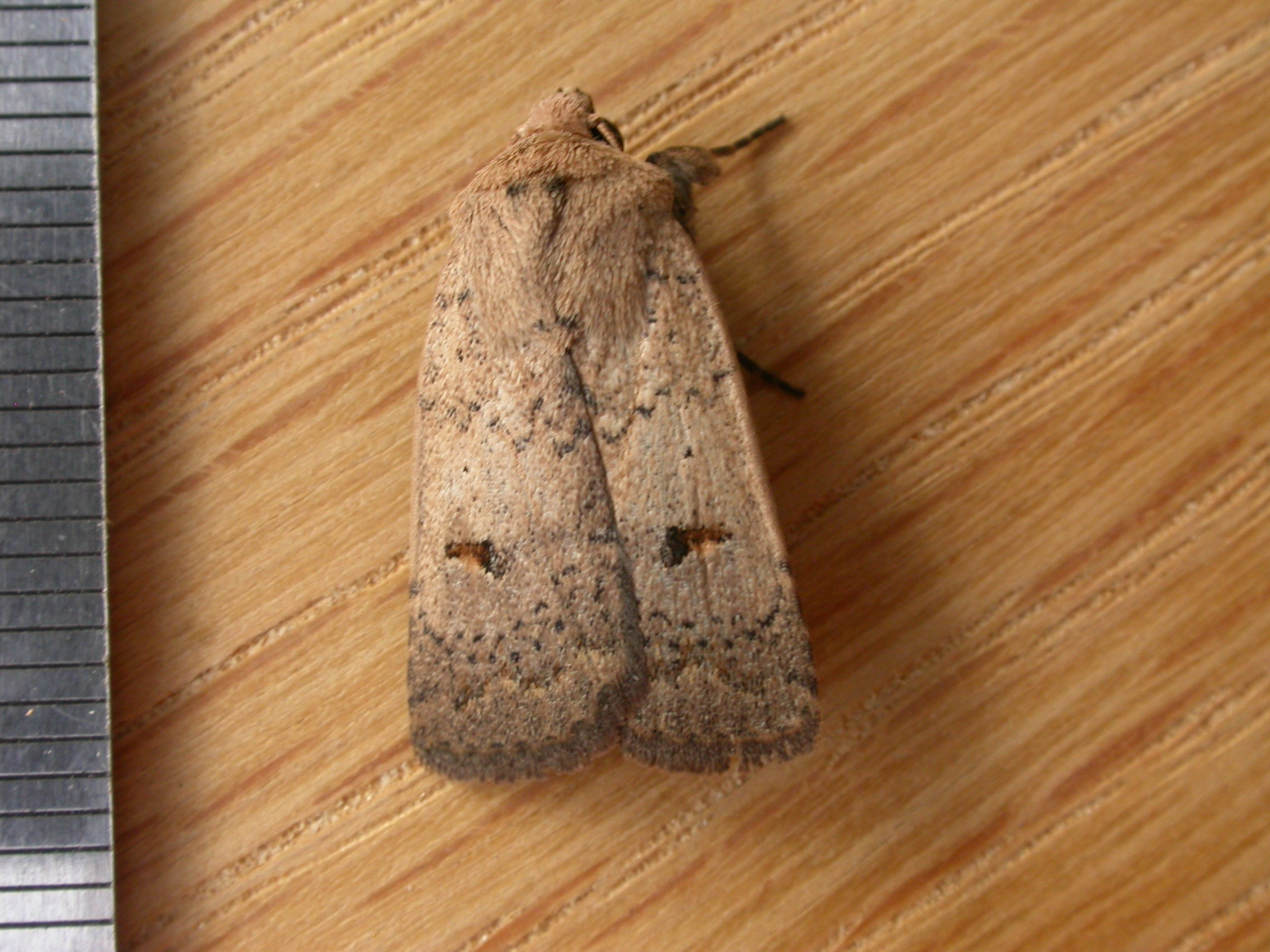
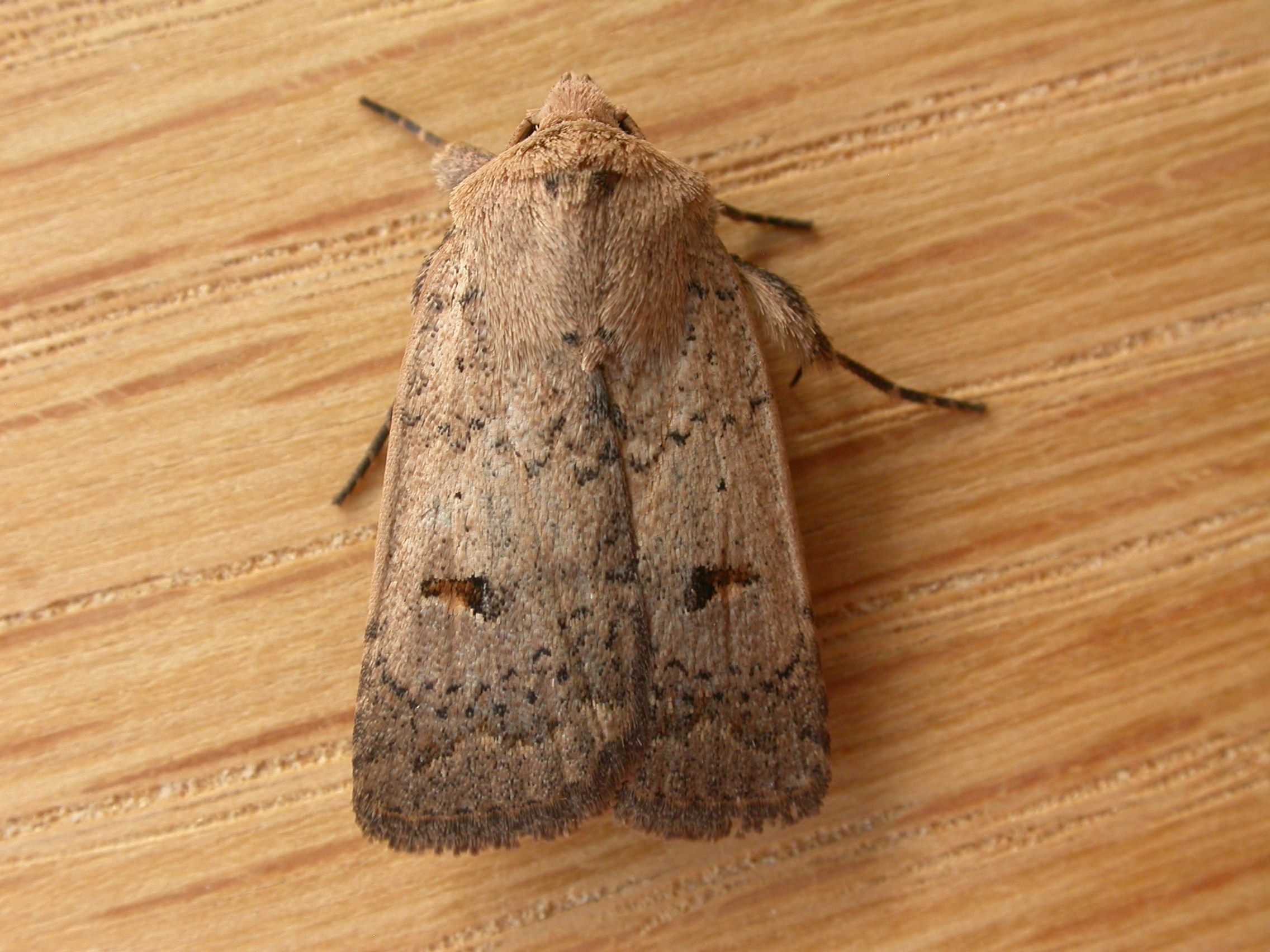